# Sohlbach

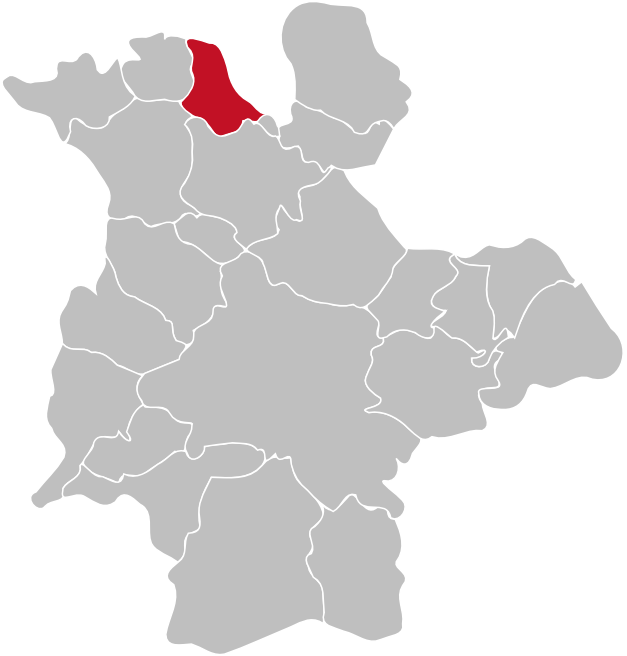
Os bairros da cidade de Siegen e a localização de Sohlbach (em vermelho)

Sohlbach é um bairro (Stadtteil) da cidade de Siegen, na Alemanha.
O mais antigo documento a mencionar Sohlbach - então uma aldeia independente - data de 1461. Parte da localidade foi incorporada ao município de Klafeld em 1° de outubro de 1958. Em 1° de julho de 1966, a parte da localidade que pertencia à associação de municípios (Amt) de Weidenau foi incorporada à cidade de Hütteltal, a qual, por sua vez, com a reforma territorial de 1° de janeiro de 1975, foi incorporada à cidade de Siegen.
O bairro encontra-se no distrito municipal (Stadtbezirk) I (Geisweid) da cidade de Siegen e faz fronteira com as seguintes localidades: ao sul, com o bairro de Geisweid; a oeste, com os bairros de Langenholdinghausen e Buchen; ao norte e a leste, com a cidade de Kreuztal. Sohlbach contava, em 31 de dezembro de 2015, com uma população de 585 habitantes.